# 엘 누에베
엘 누에베(스페인어: El Nueve)는 아르헨티나의 텔레비전 네트워크다.